# Султанський дзьобак
Султа́нський дзьоба́к (Chrysocolaptes) — рід дятлоподібних птахів родини дятлових (Picidae). Представники цього роду мешкають у Південній і Південно-Східній Азії.

## Види
Виділяють дев'ять видів:
- Дзьобак великий (Chrysocolaptes lucidus)
- Дзьобак лусонський (Chrysocolaptes haematribon)[7]
- Дзьобак золотоголовий (Chrysocolaptes xanthocephalus)[8]
- Дзьобак червоноголовий (Chrysocolaptes erythrocephalus)[9]
- Дзьобак яванський (Chrysocolaptes strictus)[10]
- Дзьобак індокитайський (Chrysocolaptes guttacristatus)[11]
- Chrysocolaptes socialis[12]
- Дзьобак багрянокрилий (Chrysocolaptes stricklandi)[13]
- Дзьобак індійський (Chrysocolaptes festivus)

## Етимологія
Наукова назва роду Chrysocolaptes походить від сполучення слів дав.-гр. χρυσος — золото і κολαπτης — різьбяр.